# Sergio Castellitto

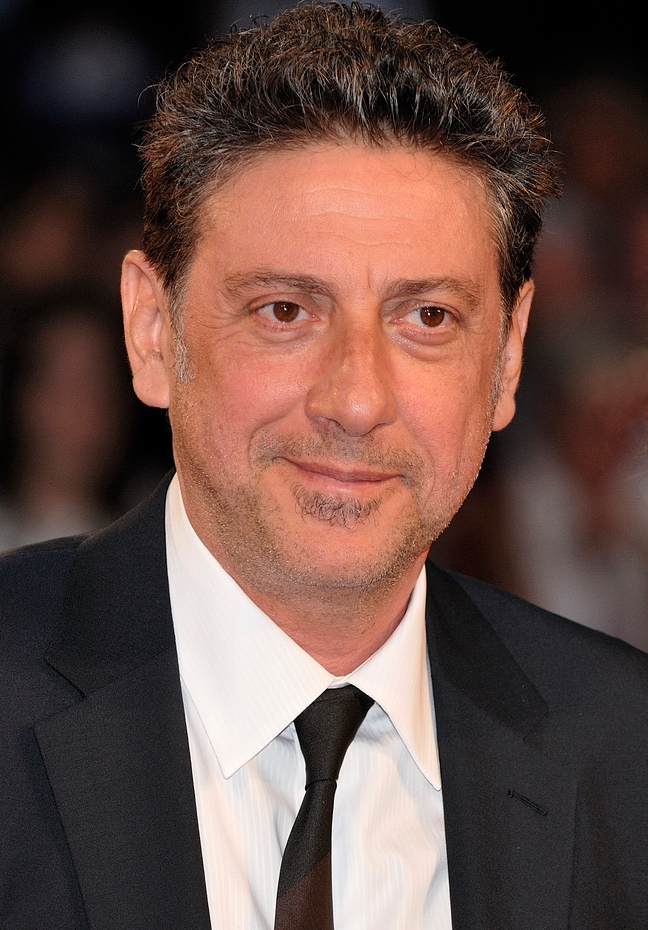
Sergio Castellitto (2009)

Sergio Castellitto (* 18. August 1953 in Rom, Italien) ist ein italienischer Film- und Theaterschauspieler sowie Drehbuchautor und Filmregisseur. Er zählt zu Italiens populärsten Schauspielern.

## Leben
Die „Accademia d’Arte Drammatica“ verließ er ohne Abschluss, konnte jedoch auf diversen Bühnen unter Regisseuren wie Luigi Squarzina und Aldo Trionfo arbeiten. Seit 1982 spielte er auch in Filmen, wobei der wandelbare Darsteller meist Nebenrollen verkörperte. Ein originelles Werk war dabei der 1985 von Castellitto auch mitgeschriebene Film So gut wie tot. Im Fernsehen wurde er landesweit durch die Serie Un cane sciolto bekannt, in dem er überzeugend einen Richter darstellte. Auch in Frankreich fand er Rollen, so unter Luc Besson und Alex Joffé. Meist wurde er für dramatische Werke verpflichtet, daher bildete die Komödie Eine Nacht mit Alice eine gelungene Ausnahme.
Bis in die 1990er Jahre auch weiterhin dem Theater verpflichtet (Candelaio 1981; Der Reigen 1985), stellt das Jahr 1995 den dortigen Höhepunkt dar, als Castellitto in Barfuß im Park und in Recital su Derek Jarman Erfolge feiern konnte.
Im Kino war er stets, aber nicht in sehr vielen Filmen zu sehen: Von Kritikern gelobt wurden etliche, darunter Der Mann, der die Sterne macht aus dem Jahr 1995. Eines seiner bekanntesten Werke ist die 2001 produzierte Filmkomödie Bella Martha, die auch mit finanzieller Unterstützung aus Deutschland und Österreich entstand; 2006 wirkte er in der französisch synchronisierten Fassung von Arthur und die Minimoys mit, wo er dem Hauptmann der Minimoy-Armee die Stimme lieh.
In Die Chroniken von Narnia: Prinz Kaspian übernahm Castellitto 2008 die Rolle des Filmbösewichts, König Miraz. Im gleichen Jahr wurde er in die Wettbewerbsjury der 61. Filmfestspiele von Cannes berufen.
Castellitto ist seit 1987 mit der italienischen Schauspielerin und Schriftstellerin Margaret Mazzantini verheiratet, deren Textvorlagen er immer wieder für eine filmische Umsetzung nutzt (Non ti muovere, 2004, La bellezza del somaro, 2010, Twice Born, 2012). Das Paar hat zusammen vier Kinder, darunter der Schauspieler, Filmregisseur und Autor Pietro Castellitto (* 1991).

## Auszeichnungen
Castellitto erhielt zahlreiche Preise für sein Schaffen, darunter 1990, 1993 und 2004 je einen David di Donatello, 2002 den European Film Award sowie viermal den Nastro d’Argento. Auch bei den Filmfestspielen von Venedig wurde er zweimal ausgezeichnet.

## Filmografie (Auswahl)
- 1982: L’armata ritorna
- 1984: Dolce Vita… nicht mit uns (Magic Moments)
- 1986: So gut wie tot (Sembra morto… ma è solo svenuto)
- 1987: Die Familie (La famiglia)
- 1987: Süße Ferne (Solce assenza)
- 1988: Fürchten und Lieben (Paura e amore)
- 1988: Im Rausch der Tiefe (Le grand bleu)
- 1989: Kleine Mißverständnisse (Piccoli equivoci)
- 1990: Alberto und die Tradition (Alberto Express)
- 1990: An einem kalten Morgen im Mai (Una fredda mattina di Maggio)
- 1990: Eine Nacht mit Alice (Stasera a casa di Alice)
- 1991: Carne – Fleisch (La carne)
- 1992: Nero (Nero)
- 1993: Der große Kürbis (Il grande cocomero)
- 1993: Toxic Affair (Toxic affair)
- 1995: Der Mann, der die Sterne macht (L’uomo delle stelle)
- 1996: Der Schrei der Seide (Le cri de la soie)
- 1996: Sex, Lügen und Intrigen (Portraits chinois)
- 1997: Pronto
- 1998: Zu verkaufen (À vendre)
- 1998: Que la lumière soit!
- 2000: Padre Pio
- 2001: Bella Martha
- 2001: Va Savoir (Va savoir)
- 2003: Enzo Ferrari – Der Film (Ferrari)
- 2004: Don’t Move (Non ti muovere) (auch Drehbuchautor und Regisseur)
- 2004: Ne quittez pas
- 2005: Pater Pio
- 2006: Paris, je t’aime
- 2006: La stella che non c’è
- 2006: Arthur und die Minimoys (Arthur et les Minimoys) (Sprechrolle in franz. Version)
- 2008: Die Chroniken von Narnia: Prinz Kaspian von Narnia (The Chronicles of Narnia: Prince Caspian)
- 2009: 36 Ansichten des Pic Saint-Loup (36 vues du Pic Saint-Loup)
- 2009: Italians (Italians)
- 2010: La bellezza del somaro (auch Regisseur und Autor)
- 2012: Twice Born – Was vom Leben übrig bleibt (Venuto al mondo) (auch Regisseur und Autor)
- 2013–2015: In Treatment (Fernsehserie, 70 Folgen)
- 2015: Nessuno si salva da solo (auch Regisseur)
- 2017: Fortunata (auch Regisseur)
- 2018: Il tuttofare
- 2021: Il materiale emotivo (auch Regisseur und Autor)
- 2023: Enea
- 2024: Konklave (Conclave)